# Automolis fulvia
Automolis fulvia là một loài bướm đêm thuộc phân họ Arctiinae, họ Erebidae.